# Нікуліна Євдокія Андріївна
Євдокі́я Андрі́ївна Ніку́ліна (8 листопада 1917 — 23 березня 1993) — радянська військова льотчиця, в роки Другої світової війни — командир ескадрильї 46-го гвардійського нічного бомбардувального авіаційного полку, гвардії майор. Герой Радянського Союзу (1944).

## Життєпис
Народилася 8 листопада 1917 року в селі Парфьоново, нині Спас-Деменського району Калузької області Росії, в селянській родині. Росіянка.
Закінчила авіаційний технікум, Балашовську авіаційну школу ЦПФ. Працювала льотчиком у Смоленському авіаційному загоні ЦПФ.
До лав РСЧА призвана по мобілізації ЦК ВЛКСМ у жовтні 1941 року. У діючій армії — з 27 травня 1942 року: командир 2-ї авіаційної ескадрильї 588-го (з лютого 1943 року — 46-го гвардійського) нічного бомбардувального авіаційного полку. Воювала на Південному, Закавказькому, Північно-Кавказькому, 2-у Білоруському фронтах. Член ВКП(б) з 1942 року.
Всього за роки війни здійснила 740 бойових вильотів на літакові По-2 із бойовим нальотом 920 годин. Після закінчення війни була демобілізована.
У 1948 році закінчила Ростовську партійну школу, у 1954 році — Ростовський педагогічний інститут. Працювала у міськкомі КПРС.
Мешкала у Ростові-на-Дону, де й померла 23 березня 1993 року. Похована на Північному кладовищі.

## Нагороди
Указом Президії Верховної Ради СРСР від 26 жовтня 1944 року «за зразкове виконання бойових завдань командування на фронті боротьби з німецькими загарбниками та виявлені при цьому відвагу і героїзм», гвардії майорові Нікуліній Євдокії Андріївні присвоєне звання Героя Радянського Союзу з врученням ордена Леніна і медалі «Золота Зірка» (№ 4741).
Нагороджена також трьома орденами Червоного Прапора (09.09.1942, 26.04.1944, 15.06.1945), орденами Олександра Невського (25.10.1943), Вітчизняної війни 1-го (11.03.1985) та 2-го (27.04.1943) ступенів і медалями.

## Вшанування пам'яті
Одна з вулиць Ростова-на-Дону носить ім'я Євдокії Нікуліної. На фасаді будинку № 104 по проспекту Журавльова, в якому вона жила, встановлено меморіальну дошку.
На Алеї Слави у місті Спас-Деменську Калузької області встановлено обеліск.